# クシシュトフ・グウォヴァツキ
クシシュトフ・グウォヴァツキ （ポーランド語: Krzysztof Głowacki、ポーランド語発音: [ˈkʃɨʃtɔf ɡwɔˈvat͡skʲi]、1986年7月31日 - ）は、ポーランドのプロボクサー。ヴァウチュ出身。元WBO世界クルーザー級王者。
トレーナーはフィオドル・ラピン。

## 来歴
2008年10月3日、マゾフシェ県ヴォウォミン郡でデビュー戦を行い、6回判定勝ちを収めた。
2009年9月20日、ルーカス・ルシウィッチとBBUインターナショナルクルーザー級王座決定戦を行い、6回判定勝ちを収め王座獲得に成功した。
2011年8月18日、ローマン・クラシクとポーランドインターナショナルクルーザー級王座決定戦を行い、9回2分15秒TKO勝ちを収め王座獲得に成功した。
2012年8月18日、ポーランドインターナショナルクルーザー級王座の防衛とWBOインターコンチネンタルクルーザー級王座決定戦でフェリペ・ロメロと対戦し、6回2分59秒TKO勝ちを収めポーランドインターナショナル王座初防衛とWBOインターコンチネンタル王座獲得に成功した。
2012年11月17日、マティ・アスキンと対戦し、11回1分16秒KO勝ちを収めWBOインターコンチネンタル王座初防衛に成功した。
2013年12月14日、バロル・ベキログルと対戦し、9回2分2位秒TKO勝ちを収めWBOインターコンチネンタル王座2度目の防衛に成功した。
2014年10月18日、ティエリー・カールと対戦し、5回2分37秒KO勝ちを収めWBOインターコンチネンタル王座3度目の防衛に成功した。
2015年1月31日、WBOヨーロピアンクルーザー級王者ヌリ・セフェリと対戦し、12回3-0(2者が118-110、120-108)の判定勝ちを収め王座獲得に成功した。
2015年8月14日、アメリカデビュー戦をニュージャージー州ニューアークのプルデンシャル・センターでスティーブ・カニンガムVSアントニオ・ターバーの前座でWBO世界クルーザー級王者マルコ・フックと対戦。番狂わせとなる11回2分39秒KO勝ちを収め王座獲得に成功した。この試合はプレミア・ボクシング・チャンピオンズ2015年度年間最高試合に選出された。
2015年9月10日、WBOは2015年9月度の月間MVPに選出された。
2016年4月16日、バークレイズ・センターでエロール・スペンス・ジュニアVSクリス・アルギエリの前座で元IBF世界クルーザー級王者でWBO世界クルーザー級6位のスティーブ・カニンガムと対戦。2回に左フックで2度、10回と12回に右フックから左フックで1度の計4度のダウンを奪い12回3-0（2者が115-109、116-108）の判定勝ちを収め初防衛に成功した。
2016年4月23日、WBOがロンドンオリンピックヘビー級金メダリストでWBO世界クルーザー級1位のオレクサンドル・ウシクと指名試合を行うよう指令した。
その後入札間際になったがウシク陣営のK2プロモーションズとグウォヴァツキ陣営のウォリアーズ・ボクシングが再交渉して合意に取り付けた。
2016年9月16日、グダニスクのエルゴ・アリーナでWBO世界クルーザー級1位の指名挑戦者オレクサンドル・ウシクと対戦し、プロ初黒星となる12回0-3（2者が111-117、109-119）の判定負けを喫し指名試合を制しての2度目の防衛に失敗、王座から陥落した。
2018年8月29日、グウォヴァツキがWorld Boxing Super Seriesクルーザー級第2シーズンの出場を発表し、第3シードとなった。
2018年11月10日、シカゴのUICパビリオンにてWBSSクルーザー級第2シーズン準々決勝としてWBA・WBC・WBO世界クルーザー級3位でWBC世界クルーザー級シルバー王者マキシム・ウラソフとWBO世界クルーザー級指名挑戦者決定戦を行う予定であったが、試合9日前の11月1日にWBO王者ウシクのヘビー級転向を見据えてWBOが暫定王座決定戦として行うことを承認。試合は12回3-0（115-112、117-110、118-110）の判定勝ちを収め暫定ながらも2年ぶりの王座返り咲きとなった。
2019年6月5日、ウシクがヘビー級転向を表明すると共にWBO世界クルーザー級王座を返上したため、グウォヴァツキが正規王座に昇格した。
2019年6月15日、リガのアリーナ・リガにてWBSSクルーザー級第2シーズン準決勝として第1シードのWBC世界クルーザー級ダイヤモンド王者のマイリス・ブリエディスと空位のWBC王座決定戦とWBO王座の初防衛戦を行う予定だったが、試合直前に詳細は不明ながらWBCがWBSS運営の怠慢を批判してWBC王座がこの試合に懸けられる承認を取り消したため、WBO王座のみが懸けられて試合が行われ、グウォヴァツキは3回TKO負けを喫して王座獲得に失敗した。しかし試合で、減点はされたもののグウォヴァツキがダウンするほどのブリエディスの反則の肘打ちがあり、それに加えて、レフェリーが2ラウンド終了のゴングを聞き逃して約10秒も時間をオーバーして試合を続行させ、しかもその間にブリエディスのクリーンヒットでグウォヴァツキがダウンするという、レフェリーの取り返しのつかないミスなどがあったため、試合後グウォヴァツキはWBOにノーコンテストへの試合結果変更を求め提訴した。
2019年10月26日、WBOは審理の結果、ブリエディスの反則の肘打ちは意図的なものであり、レフェリーの判断の誤りも何度かあったと確認。グウォヴァツキの要求したノーコンテストへの試合結果変更は、WBOにその権限がないので変更できないが、グウォヴァツキとブリエディスに120日以内に即時の再戦を命じて、もしブリエディスが即時の再戦を行わない場合はWBO王座を剥奪するとした。
2019年11月25日、ブリエディスがグウォヴァツキと再戦を行わずにWBSS決勝戦のユニエル・ドルティコスとの試合を優先させる決定を下した為、WBOはブリエディスの保持するWBO世界クルーザー級王座を剥奪した。
2020年12月3日、ローレンス・オコリーと12月12日に空位のWBO世界クルーザー級王座決定戦で対戦する予定だったが、グウォヴァツキが新型コロナウイルスに感染したため、試合中止になったことが発表された。
2021年3月20日、約1年9カ月ぶりの試合としてイギリス・ウェンブリーのウェンブリー・アリーナでローレンス・オコリーとWBO世界クルーザー級王座決定戦で対戦し、6回KO負けで王座獲得に失敗した。
2023年1月21日、イギリス・マンチェスターのマンチェスター・アリーナでリチャード・リアクポーと対戦し、4回TKO負けを喫した。
2023年6月3日、ポーランドのワルシャワ国立競技場で総合格闘技デビュー戦を行い、パトリク・トルカチェフスキーにKO勝ちを収めた。
2024年1月2日、UKAD（英国アンチドーピング機構）が、2023年1月21日でのリアクポー戦敗北の際に行われた薬物検査でグウォヴァツキからボルデノンの陽性が出たため、4年間の出場停止処分を下したことを発表した。グウォヴァツキは、前年2023年の10月に独立国立アンチ・ドーピング・パネルの審理を受け、11月に4年間の出場停止処分が決定されていた。

## 獲得タイトル
- BBUインターナショナルクルーザー級王座
- ポーランドインターナショナルクルーザー級王座
- WBOインターコンチネンタルクルーザー級王座
- WBOヨーロピアンクルーザー級王座
- WBO世界クルーザー級王座（1期目: 防衛1、2期目: 防衛0）
- WBO世界クルーザー級暫定王座（防衛1→正規王座に認定）

## 表彰
- プレミア・ボクシング・チャンピオンズ2015年度年間最高試合（マルコ・フック戦）
- ESPN年間最高ラウンド（2015年8月14日マルコ・フック戦第6ラウンド）